# New Thing at Newport
Albums de John Coltrane, Archie Shepp
Fire Music
(1965) On This Night
(1965)
New Thing at Newport est un album live de John Coltrane et Archie Shepp enregistré en 1965 sur le label Impulse! lors du Newport Jazz Festival.

## Titres

### Édition originale (1965)

#### Face A
1. Spoken introduction to John Coltrane's set by Father Norman O'Connor - 1:08
2. One Down One Up - 12:28 (issu du set du John Coltrane quartet)
3. Rufus (Swung His Face At Last To The Wind, Then His Neck Snapped) - 4:58 (issu du set d' Archie Shepp Quartet)

#### Face B
(titres issus du set d' Archie Shepp Quartet)
1. Le Matin Des Noire - 7:39
2. Scag - 3:04
3. Call Me By My Rightful Name - 6:19

### Édition CD (2000)
1. Spoken introduction to John Coltrane's set by Father Norman O'Connor - 1:08
2. One Down One Up - 12:42
3. My Favorite Things - 15:14; Spoken conclusion to John Coltrane's set by Father Norman O'Connor
4. Spoken introduction to Archie Shepp's set by Billy Taylor - 1:41
5. Gingerbread, Gingerbread Boy - 10:26
6. Call Me By My Rightful Name - 6:38
7. Scag - 3:19
8. Rufus (Swung His Face At Last To The Wind, Then His Neck Snapped) - 5:17
9. Le Matin Des Noire - 8:20

## Composition des groupes

### John Coltrane Quartet
- John Coltrane: saxophone ténor et soprano
- McCoy Tyner: piano
- Jimmy Garrison: contrebasse
- Elvin Jones: batterie

### Archie Shepp Quartet
- Archie Shepp: saxophone ténor
- Bobby Hutcherson: vibraphone
- Joe Chambers: batterie
- Barre Phillips: contrebasse

## Sources
- (en) New Thing at Newport sur allmusic.com